# Emperadriu Chen Jiao
|  | Per altres persones anomenades igual, vegeu Chen Jiao. |

En aquest nom xinès, el cognom és Chen.
Emperadriu Chen Jiao (xinès tradicional: 陳嬌, xinès simplificat: 陈娇, pinyin: Chén Jiaō, Wade-Giles: Ch'en Chiao; també coneguda com a Ajiao 阿嬌) va ser una emperadriu durant la Dinastia Han Occidental. Ella va ser la primera esposa de l'Emperador Wu de Han, però fou deposada en el 130 aEC. El seu pare hi era Chen Wu (陳午), el Marquès de Tangyi. La seva mare hi era la tia de la princesa de l'Emperador, la Princesa Liu Piao (劉嫖), fent-los a ella i al seu marit cosins.
Chen Jiao es va casar amb Liu Che quan encara era el Príncep de Jiaodong sota el seu pare l'Emperador Jing, i el matrimoni va fer millorar molt la seva posició política, permetent-li més tard convertir-se en el príncep hereu de la corona sobre el seu germà gran Liu Rong, que fou degradat a Príncep de Linjiang el 17 de gener de 150 aC, i quan es va convertir en emperador en el 141 aEC, ella va ser nomenada emperadriu poc després.
Inicialment, l'amor de l'Emperador Wu per ella era tan gran que ell presumia que havia de construir una casa d'or per a ella, inspirant la dita xinesa "posant a Jiao en una casa d'or" (金屋藏嬌), el qual, això no obstant, més tard es va convertir en un terme per mantenir una amant en lloc d'una esposa. Amb el temps va perdre el favor del seu marit perquè no podia tenir fills, tot i aquest esmerçar més de 90 milions de monedes en la recerca d'un tractament per la infertilitat d'ella. Gelosa de la Consort Wei Zifu, que havia donat a llum a una princesa després del període d'un any, l'Emperadriu Chen finalment començà a hostatjar bruixes, en l'intent per recuperar l'amor del seu marit cap a ella i maleir d'altres concubines (la Consort Wei en particular). Després que això es descobrí, va ser deposada d'acord amb les lleis imperials el 20 d'agost de 130 aC i posada sota arrest domiciliari (encara que, almenys segons l'Emperador Wu, se li van subministrar totes les necessitats de la vida diària que una emperadriu rebia). Prop de 300 dels seus servents, tots acusats de bruixeria, van ser executats.
La Consort Wei va ser feta emperadriu diversos anys després quan donà a llum al primer fill mascle de l'Emperador Wu, després d'haver parit ja tres princeses. L'antiga Emperadriu Chen, vivint ara de forma lúgubre, a soles al Palau de la Porta Llarga (長門宮), tractà de recuperar la simpatia de l'Emperador Wu amb la contractació del famós poeta Sima Xiangru per compondre una cançó, que seria coneguda més endavant com L'Oda de la Porta Llarga (長門賦). Encara que alguns erudits van afirmar més tard que l'Emperador Wu es va sentir tan commogut per les paraules poètiques que va tornar a visitar l'antiga Emperadriu Chen i la va estimar de nou, aquestes afirmacions és probable que siguen només fantasies històricament inexactes—puix els registres històrics indiquen que tots els intents de Chen Jiao per recuperar el cor de l'Emperador Wu no van tenir èxit. Ella va faltar 20 anys després d'haver estat deposada, però l'any exacte no es coneix. La seva família, plena d'escàndols, també va patir la caiguda poc després que ella fóra deposada.